# Německý a rakouský alpský klub
Německý a rakouský alpský klub (německy Deutscher und Österreichischer Alpenverein, DuÖAV) vznikl sloučením německého, rakouského a sudetskoněmeckého alpského klubu, který existoval v letech 1873 až 1938.

## Dějiny
V roce 1862 založili Sektion Austria ve Vídni akademici Paul Grohmann, Friedrich Simony a Edmund von Mojsisovics. Byl to první horolezecký klub na kontinentu, který byl vytvořen podle londýnského alpského klubu. O sedm let později založil rakouský horolezec Franz Senn v Mnichově Bildungsbürgerlicher Bergsteigerverein. Obě organizace se v roce 1873 spojily do Německého a rakouského alpského klubu.
Hlavní organizace se skládala z řady právně nezávislých sekcí zodpovědných za udržování chat alpských klubů a stezek. V roce 1918 koupil DuÖAV asi 40 km² území na ledovci Pasterze v masívu Grossglockner, který se stal jádrem současného národního parku Vysoké Taury. Od poloviny dvacátých let 20. století se klub zaměřil více na otázky životního prostředí v horských oblastech.
Na druhou stranu, klubový život byl formován rostoucím nacionalismem a antisemitismem. Některé sekce, takové jako ve Vídni nebo Mnichově, realizovaly Árijský paragraf, dokonce už před první světovou válkou. Po roce 1919 byli židovští členové vyloučeni z klubu. Na druhé straně byla založena Viktorem Franklem a Fredem Zinnemannem Sektion Donauland jako středisko pro židovské horolezce; ta byla vyloučena z DuÖAV, hlavní organizace v 1924. Dokonce do většiny alpských klubových chat nebyli židovští horolezci vpuštěni.
Zatímco mezinárodní DuÖAV se vyhnul začlenění do nacistické Nationalsozialistischen Reichsbund für Leibesübungen (NSRL), po rakouském připojení k nacistickému Německu a německé okupaci československých Sudet v 1938 organizace ztratila svoji nezávislost a byla včleněna do NSRL. Po druhé světové válce byl v roce 1945 obnoven rakouský alpský klub (ÖAV), následovaný samostatným německým alpským klubem (DAV) v roce 1952.